# Cantó de Lunéville-Sud
El cantó de Lunéville-Sud és un cantó francès del departament de Meurthe i Mosel·la, situat al districte de Lunéville. Té 17 municipis i el cap és Lunéville.

## Municipis
- Bénaménil
- Chanteheux
- Chenevières
- Crion
- Croismare
- Hénaménil
- Hériménil
- Jolivet
- Laneuveville-aux-Bois
- Laronxe
- Lunéville (part)
- Manonviller
- Marainviller
- Moncel-lès-Lunéville
- Saint-Clément
- Sionviller
- Thiébauménil

## Història
| Data d'elecció                           | Identitat       | Partit              | Qualitat |
| ---------------------------------------- | --------------- | ------------------- | -------- |
| 1945-1951                                | M. Bochant      | republicà resistent |          |
| 1951-1976                                | Pierre Dalainzy | RI                  |          |
| 1976-1982                                | Jean Lhommée    | PS                  |          |
| 1982-1988                                | Guy Corbiat     | RPR                 |          |
| 1988-2001                                | Michel Closse   | PS                  |          |
| 2001-2008                                | Jacques Lamblin | UMP                 |          |
| 2008-                                    | Michel Baumont  | NI                  |          |
| les dades anteriors no són pas conegudes |                 |                     |          |
|                                          |                 |                     |          |